# Черкасов, Александр Арвелодович
Александр Арвелодович Черкасов (род. 23 апреля 1974 года, Сочи, СССР) — российский историк, специалист в области истории Кавказа, Кавказской войны, системы народного образования в Российской империи. Автор свыше 220 научных работ. Главный редактор журнала «Былые годы» (2006—2020), главный редактор журнала «European Researcher» (2010—2016).

## Биография
Черкасов А. А. родился 23 апреля 1974 года в городе Сочи, в семье рабочих.

### Образование
Окончил сочинскую очно-заочную школу № 1.
В 1994 году поступил на историко-филологический факультет филиала РГПУ имени А. И. Герцена в городе Сочи. (В 1998 году филиал вошёл в состав Сочинского государственного университета туризма и курортного дела).
В 1999 году окончил с отличием Сочинский государственный университет туризма и курортного дела по специальности «история».
В 2012–2013 учебном году прошёл курс обучения в Московской школе управления «Сколково» по программе «Новые лидеры высшего образования».

### Карьера
С 1999 года — работа в Сочинском государственном университете туризма и курортного дела: ассистент преподавателя, преподаватель, старший преподаватель (2001), доцент (2002), заведующий кафедрой отечественной истории(2006—2014), начальник управления научных исследований университета, заместитель проректора по научной работе (2008—2012).
В 2002 году в Кубанском государственном университете защитил диссертацию на соискание учёной степени кандидата исторических наук. Тема — «Крестьянское движение на Черноморье в период революции и гражданской войны». Специальность — 07.00.02 (Отечественная история), научный руководитель — В. Е. Щетнев.
В 2005 году присвоено учёное звание доцента по кафедре.
В 2007 году в Ставропольском государственном университете защитил диссертацию на соискание учёной степени доктора исторических наук. Тема — «Гражданская война на Кубани и Черноморье (1917—1921 гг.): третья сила в социально-политическом противостоянии». Специальность — 07.00.02 (Отечественная история), научный консультант — В. Н. Ратушняк.
В 2006 году на базе кафедры отечественной истории Сочинского государственного университета туризма и курортного дела основал научный журнал «Былые годы». Был его главным редактором с 2006 по 2020 год.
В 2010—2016 годы — главный редактор международного мультидисциплинарного журнала «European Researcher».
В 2013–2017 годы — проректор по научной и инновационной деятельности Сочинского государственного университета (в 2011 году Сочинский государственный университет туризма и курортного дела был реорганизован в Сочинский государственный университет).
В 2016—2019 годы — участник четырёх ежегодных экспедиций в Арктику в рамках проекта «Арктический плавучий университет»: в 2016 и 2018 годы – на Новую Землю, в 2017 году — на Землю Франца-Иосифа, в 2019 году — на Шпицберген.
С 2017 года — работа в Волгоградском государственном университете: заведующий лабораторией пространственного анализа данных, исторической реконструкции и моделирования; главный научный сотрудник научно-исследовательского института социально-экономического развития региона ВолГУ (с 2019).

## Сфера научных интересов
История Кавказа, Кавказская война, история рабства на Кавказе и в Центральной Азии, социальные конфликты в горских обществах Кавказа, система народного образования в Российской империи.

## Основные научные публикации
Перечень трудов в базе РИНЦ

### Монографии
- Черкасов А. А. Деятельность Комитета освобождения Черноморской губернии (1 декабря 1919 — середина мая 1920 гг.). — Краснодар: 2003. — 218 с.
- Черкасов А. А. Крестьянское движение на Черноморье в период революции и гражданской войны. — Краснодар: 2003. — 195 с.
- Черкасов А. А. Заложничество как средство воздействия на бело-зеленую оппозицию на Кубани и Черноморье в 1921—1922 гг. — Краснодар: 2004. — 115 с.
- Черкасов А. А. (в соавторстве). Очерки истории Большого Сочи. Коллективная монография. Под. ред. проф. В. Е. Щетнева. В 4 т. Т. 1. — Сочи: 2006. — 488 с.
- Черкасов А. А. Гражданская война на Кубани и Черноморье (1917—1922 гг.): «третья сила» в социально-политическом противостоянии. — Сочи: РИО СГУТиКД, 2007. — 368 с.
- Черкасов А. А. Война в горах: страницы истории обороны города Сочи (1942—1943 гг.). — Сочи: РИО СГУТиКД, 2008. — 174 с.
- Черкасов А. А. Центр и окраины: Сочи в период царствования императора Николая II (1894—1917). — Сочи: РИО СГУТиКД, 2009. — 242 с.
- Черкасов А. А. История 533-го Одерского стрелкового полка (1941—1945 гг.). — Сочи: 2022. — 336 с.

### Публикации документов
- Documents and Materials on the History of Jigetia Spanning the Period from 1750 to 1868. (A collection of documentary materials) / Under the editorship of A. A. Cherkasov. — Sochi: Academic Publishing HouseResearcher, 2016. — 267 p.
- Черкесские невольничьи повествования. (Коллекция документов) / Публ., вступит. статья, комментарии А. А. Черкасова // Былые годы. 2020. № 3-1 (57-1). С. 1415—2266.

### Основные статьи
- Черкасов А. А. К вопросу о создании и применении заградотрядов в Красной армии // Вопросы истории. 2003. № 2. С. 173—174.
- Черкасов А. А. Институт заложничества на Кубани и Черноморье в 1920—1922 гг. // Вопросы истории. 2004. № 10. С. 106—113.
- Черкасов А. А. Попытка спасения царской семьи: сочинский след // Былые годы. 2006. № 1 (1). С. 6—14.
- Черкасов А. А. Национальные меньшинства Российской империи в годы Первой мировой войны: некоторые аспекты // Былые годы. 2009. № 4 (14). С. 20—27.
- Черкасов А. А. Провинциальный город Российской империи (1894—1917 гг.): проблема сохранения городского порядка (на примере города Сочи) // Клио. 2011. № 1. С. 62—67.
- Cherkasov A. A. All-Russian Primary Education (1894—1917): Developmental Milestones // Social Evolution & history. 2011. № 2 (10). Р. 138—149.
- Cherkasov A. A., Menkovsky V. I., Ivantsov V. G., Ryabtsev A. A., Molchanova V. S., Natolochnaya O. V. The “nobility” and “commoners” in ubykh society: the reasons behind the social conflict // Bulletin of the Georgian Academy of Sciences. 2014. Т. 8. № 3. С. 64—72.
- Cherkasov A. A., Ivantsov V. G., Smigel M., Molchanova V. S. The daily life and morals of circassian society: a historical-comparative investigation based on sources from the period between the mid-16th and the first half of the 19th centuries // Brukenthal. Acta Musei. 2015. Т. 10. № 1. pp. 73—88.
- Черкасов А. А., Иванцов В. Г., Устинович Е. С., Молчанова В. С. Россия и Черкесия: проблемы взаимоотношений и их особенности (конец XVIII — первая половина XIX в.). // Русин. 2015. № 4 (42). С. 53—65.
- Cherkasov A. A., Ivantsov V. G., Metreveli R. V., Molchanova V. S. The destruction of the christian historical-cultural heritage of the black sea area: trends and characteristics (the late 18thand first half of the 19thcenturies) // Annales: Anali za istrske in mediteranske studije. Series historia et sociologia, 2016. Т. 26. № 1. С. 1—12.
- Cherkasov A. A., Molchanova V. S., Metreveli R. V., Smigel M. Characteristics of the Russian society of the red cross on the Caucasus front (1914—1917) // Terra Sebvs. 2016. Т. 8. pp. 319—333.
- Cherkasov A. A., Smigel M. Public education in the Russian empire during the last third of the XIX century: parish schools. // European Journal of Contemporary Education, 2016. № 4 (18). pp. 418—429.
- Черкасов А. А., Иванцов В. Г. Шмигель М., Молчанова В. С. Потери Русской армии во время Кавказской войны (1801—1864 гг.): историко-статистическое исследование. // Былые годы. 2017. № 1 (43). С. 68—85.
- Cherkasov A. A., Ivantsov V. G., Smigel M., Molchanova V. S. The List of Captives from the Turkish Vessel Belifte as a Source of Information on the Slave Trade in the North-Western Caucasus in the Early 19th century // Annales Ser. hist. sociol. 2017. № 27 (4). С. 851—864.
- Šmigel M., Cherkasov A. A., Kmet M. Life and traditions of Caucasian Circassians: Historical-comparative probe of travelogues of European travellers from the beginning of the 16thcentury to the half of the 19th century. [Život a zvyky kaukazských Čerkesov: Historicko-komparatívna sondáž cestopisov európskych cestovatel'ov od začiatku 16. Do Polovice 19. Storočia] // Muzeologia a Kulturne Dedicstvo. 2017. № 5 (2). С. 29—50.
- Черкасов А. А., Шмигель М., Братановский В., Валлоу А. Черкесская аристократия в конце XVIII — первой половине XIX вв.: социальная структура общества // Былые годы. 2018. № 47 (1). С. 88—96.
- Черкасов А. А., Королёва Л. А., Братановский С. Н., Валлоу А. Абхазское и Мингрельское княжества: историко-демографическое исследование // Вестник Санкт-Петербургского университета. История. 2018. Т. 63. № 4. С. 1001–1016.
- Черкасов А. А., Братановский С. Н., Королёва Л. А., Тараканов В. В. Экспедиция в Хевсурети 1813 года. «Штурм» Шатили // Былые годы. 2019. Т. 51. № 1. С. 166—175.
- Черкасов А. А., Королёва Л., Братановский С., Шмигель М. Бегство из Черкессии накануне Кавказской войны // Вестник Санкт-Петербургского университета. История. 2019. Т. 16. № 4. С. 1355—1367.
- Šmigeľ M., Cherkasov A. A., Kmeť M. Metamorphosis of Christianity in the Caucasus: From Its Expansion to the Integration of the Region to the Russian Empire in the 19th Century // Konštantínove Listy. 2019. № 12 (2). С. 80—97.
- Ivantsov V., Cherkasov A. A., Bratanovskii S., Koroleva L. The population of Imereti, Mingrelia and Guria in the first half of the nineteenth century: lifestyles and morals // Muzeológia a kultúrne dedičstvo. 2020. Vol. 8. Is. 1. P. 67—77.
- Черкасов А. А., Братановский С. Н., Пономарёва М. А., Зимовец Л. Г. Долгожители Российской империи (1836–1914 гг.): историко-статистическое исследование. Части 1—4 // Былые годы. 2021. № 16 (1). С. 159—168; № 16 (2). С. 669—688; № 16 (3). С. 1326—1345; № 16 (4). С. 1762—1778.
- Черкасов А. А. Cherkasovs (Keretskys): Черкасовы (Керетские): историко-генеалогическое исследование (на материалах второй половины XVIII – первой половины XX вв.) // Былые годы. 2021. № 16 (4). С. 1671—1682.
- Cherkasov A. A., Bratanovsky S. N., Zimovets L. G., Koroleva L. A. The System of Public Education in Volyn Governorate in the Period 1796–1917. Part 1 // European Journal of Contemporary Education. 2021. № 10 (3). С. 790—798.
- Cherkasov A. A., Bratanovsky S. N., Zimovets L. G., Koroleva L. A. The System of Public Education in Volyn Governorate in the Period 1796–1917. Part 2 // European Journal of Contemporary Education. 2021. № 10 (4). С. 1048—1056.
- Cherkasov A. A., Bratanovsky S. N., Zimovets L. G., Koroleva L. A. The System of Public Education in Volyn Governorate in the Period 1796–1917. Part 3 // European Journal of Contemporary Education. 2022. № 11 (1). С. 307—313.
- Черкасов А. А. Боевой путь рядового Ивана Ивановича Черкасова // Вестник Санкт-Петербургского университета. История. 2022. № 67 (2). С. 414—451.
- Черкасов А. А. Черкасовы (Керетские) Алексей Павлович Черкасов (1910—1969) // Вопросы истории. 2022. № 5 (2). С. 122—128.
- Черкасов А. А. Кавказский учебный округ в последние годы имперского периода (1914–1917 гг.): некоторые результаты дореволюционной системы образования // Былые годы. 2023. № 18 (1). С. 465—474.
- Черкасов А. А. Боевой путь ефрейтора 333-го пехотного Глазовского полка Андрея Тимофеевича Кемова в годы Первой мировой войны (1914—1915 гг.) // Былые годы. 2023. № 18 (2). С. 1007—1033.

## Членство в диссертационных советах
- Член Диссертационного совета 24.2.283.01 при ВолГУ[10].